# باب یانگ
باب یانگ (به انگلیسی: Bob Young) یکی از مؤسسان شرکت ردهت می‌باشد. باب یانگ متولد کشور کانادا است. اعتباری که وی امروز کسب نموده است، ناشی از موفقیت محبوبترین توزیع لینوکس یعنی ردهت می‌باشد. وی برای ایجاد یک محیط تجاری قوی با استفاده از سامانه عامل تجاری لینوکس، از استعداد بازاریابی خود استفاده کرد. امروزه او یکی از رهبران اصلی شرکت ردهت است؛ و در اغلب رویدادهای لینوکس و متن باز سخنرانی می‌کند.